# Cian O'Connor
Cian O'Connor (n. 12 noiembrie 1979, Dublin, Irlanda) este un sportiv ce a reprezentat Irlanda, medaliat olimpic. A participat la 3 ediții ale Jocurilor Olimpice (2004, 2012, 2020) în care a câștigat o medalie de bronz.